# Луганский трубный завод
Луганский трубный завод — производитель стальных сварных труб. Находится в Луганске. До 2012 г. предприятие являлось одним из крупнейших производителем труб массового назначения на территории Украины и крупным украинским поставщиком данной продукции в страны СНГ.

## История
Завод основан 26 апреля 1913 года. В этот день регистрируется «Торговый дом К. К. Попов и И. Е. Буденцов» для производства труб в г. Луганске.
В 1918 году завод был национализирован.
В феврале 1943 года, после освобождения от немецко-фашистских захватчиков, заводчане с помощью населения восстановили разрушенные цеха и уже в апреле того же года начался прокат труб.
В 1974 году завершено строительство нового производственного корпуса, начатое в 1969 году, по выпуску спиральношовных труб с участком оцинкования, где впервые в отечественной практике ведётся оцинкование труб в вертикальном положении. Вступили в строй ремонтно-механический цех, котельная, подстанция, водооборотный цикл. Годовое производство составило 225 тыс. тонн труб.
После создания объединения предприятий-производителей труб «Укртрубпром», завод вошёл в состав объединения.
В 1998 году впервые проведена сертификация водогазопроводных труб на соответствие требованиям ГОСТ 3262-75 в системе УкрСЕПРО. В 1999 году впервые сертифицирована система качества по ДСТУ ISO 9002-95 в системе УкрСЕПРО.
В 2003 году завод увеличил производство труб до 161,6 тыс. тонн, в 2004 году — выпустил 137,8 тыс. тонн.
В 2005 году завод произвёл продукцию на сумму 452,9 млн гривен.
В 2007 году завод увеличил валовую прибыль на 19,27 %.
Начавшийся в 2008 году экономический кризис и вступление Украины в ВТО в мае 2008 года осложнили положение завода. Кроме того, импорт продукции предприятия в Европу был осложнён после того, как 29 сентября 2008 года Комитет по защите Объединения производителей сварных стальных труб (The Defence Committee of the Welded Steel Tubes Industry of the European Union) подал жалобу о нанесении ущерба и в ноябре 2008 года Европейская комиссия возбудила антидемпинговое расследование в отношении импорта в ЕС квадратных и прямоугольных стальных труб с Украины, из Белоруссии и Турции. В результате, 2008 год ЗАО «Луганский трубный завод» завершило с чистым убытком в размере 98,243 млн гривен (в то время как по результатам 2007 года предприятие получило чистую прибыль в размере 265 тыс. гривен).
В 2009 году ЛТЗ выпустил 164,3 тыс. тонн продукции и завершил год с убытком в размере 39,242 млн гривен.
Также в 2009—2010 годах на предприятии запущено два новых стана, один из которых позволил увеличить сортаментную линейку предприятия по круглым трубам до диаметра 168 мм и профильным — до 140×140 мм. В результате обновления производственных мощностей, к 2010 году доля присутствия предприятия на украинском рынке увеличилась практически до 40 %.
2010 год ЛТЗ завершил с чистым убытком в размере 25,481 млн гривен.
В 2011 году ЛТЗ снизил производство продукции на 13 % (до 200,3 тыс. тонн) и завершил год с чистым убытком в размере 38,296 млн гривен.
В первом полугодии 2012 года завод снизил выпуск продукции до 107,3 тыс. тонн.
С сентября 2012 года в результате смены собственников производство было практически остановлено.
В октябре 2012 года завод практически полностью остановил производство, в ноябре 2012 началось увольнение работников предприятия.
17 января 2013 года начался судебный процесс о признании банкротом Луганского трубного завода. После этого, весной 2013 года на базе имущественного комплекса завода была создана компания ООО «Луганский трубопрокатный завод». С 1 августа 2013 года завод возобновил производство. За первые четыре месяца работы после простоя завод выпустил 15,3 тыс. тонн продукции.
На сегодняшний день производство прекращено, коллектив уволен, расчётный счёт пуст[уточнить].

## Награды
Луганский трубный завод является обладателем международных наград за качество, среди них:
- Приз за качество, выдан Всеобщим управлением качества от 16.12.1997 г. и от 02.09.1995 г., г. Женева;
- Международный приз Золотая звезда «Арка Европы», выдан международной группой поддержки европейских производителей за высокое качество и корпоративный имидж от 15.04.1996 г., г. Мадрид;
- Международный приз за технологию и качество, выдан Клубом торговых лидеров «Издательский Дом», 26.06.1995 г.;
- XXV Международный приз за коммерческий престиж, выдан Клубом торговых лидеров «Издательский Дом», 15.05.1995 г.; г. Париж
- Диплом за участие в Международной специализированной выставке «Комфорт-97», г. Львов, 1997 г.
- Диплом победителя Всеукраинского конкурса качества продукции (товаров, услуг, работ) «Сто лучших товаров Украины-2003» г. Киев.
- За достижение преимущества над конкурентами и получение победного 5-го места среди 350 000 предприятий Украины, Международным экономическим рейтингом «Лига лучших» ЗАО «Луганский трубный завод» был присвоен статус «Предприятие 2010 года» с получением национального свидетельства международного образца.

## Производство
Выпуск продукции на Луганском трубном заводе осуществлялся на восьми трубоэлектросварочных станах, суммарной мощностью около 350 тыс. тонн продукции в год.

## Продукция завода
До момента полной остановки (осенью 2012 г.) сортамент предприятия был представлен более чем 120 типоразмерами труб. Продукция предприятия сертифицирована в системе УкрСЕПРО и выпускается в соответствии с Государственными стандартами России. Также завод производит полые сварные профили из конструкционных сталей согласно стандарту DIN, EN 10219-1,2 выданный органом по сертификации ТЮФ НОРД. На заводе действует Система управления качеством в соответствии с международным стандартом ДСТУ ISO 9001-2001.
Сортамент продукции представлен четырьмя основными видами труб:
— Трубы стальные водогазопроводные выпускаемые по ГОСТ 3262-75. Продукция подвергается 100 % неразрушающему контролю, а также гидравлическим испытаниям.
— Трубы стальные электросварные круглые общего назначения выпускаются по ГОСТ 10704-91, ГОСТ 10705-80, EN 10219-1-2006. Кроме того, продукция производится в соответствии с ТУ У 27.2-00190802-024:2003, а также ТУ У 27.2-00190802-026:2007.
— Трубы стальные профильные квадратные производятся в соответствии с ГОСТ 8639-82, ГОСТ 13663-86 и EN 10219-1-2006.
— Трубы стальные профильные прямоугольные производятся в соответствии с ГОСТ 8645-68, ГОСТ 13663-86 и EN 10219-1-2006.